# Amalie Wedel-Heinen
Amalie Margrethe Wedel-Heinen (20. september 1854 – 13. maj 1938 i København) var en dansk hofdame, søster til Theodor Wedel-Heinen.

## Biografi
Hun var datter af gehejmekonferensråd og hofchef Julius Wedel-Heinen til Elvedgård og hustru Bertha født komtesse Petersdorff. Hun var medbesidder af Elvedgård og hofdame hos H.M. dronning, senere enkedronning Louise 1889-1926 samt stiftsdame i Vallø Stift. Hun forblev ugift.